# 小林公子
小林 公子（こばやし きみこ、1960年5月 - ）は、日本の生理学者（生物学・人類遺伝学）。学位は、医学博士（筑波大学・1989年）。静岡県立大学食品栄養科学部教授・大学院食品栄養環境科学研究院教授・男女共同参画推進センター副センター長。旧姓は山川（やまかわ）。英語論文等では旧姓と現姓を併記したKimiko Yamakawa-Kobayashiの名義を用いることもある。

## 来歴

### 生い立ち
1960年5月に生まれた。筑波大学に進学し、第二学群の生物学類にて学んだ。1983年3月に筑波大学を卒業し、そのまま筑波大学の大学院に進学した。大学院では医科学研究科に在籍し、1985年3月に修士課程を修了した。それにともない、修士の学位を取得した。そのまま大学院の医学研究科に進み、博士号を取得した。

### 研究者として
大学院修了後の1989年4月より、母校である筑波大学に勤務することになった。基礎医学系の講師として着任し、2002年3月まで務めた。同年4月、筑波大学の基礎医学系にて助教授に昇任し、2003年3月まで務めた。同年4月、静岡県立大学に転じ、食品栄養科学部の助教授となった。前月に退職した三好泰博より細胞生理学研究室を引き継ぎ、助手の森安裕二とともに担当した。また、静岡県立大学の大学院では、生活健康科学研究科の助教授を兼務することとなった。生活健康科学研究科においては、博士後期課程に在籍していた稲守朋子らへの指導を担当した。2008年、細胞生理学研究室は人類遺伝学研究室に改組され、助教の萱嶋泰成とともに担当することになった。その後、大学院の生活健康科学研究科は薬学研究科と統合され、2研究院・1学府に再編された。それにともない、2012年4月に大学院に新設された食品栄養環境科学研究院においても、教鞭を執ることとなった。なお、男女共同参画推進センターにおいては、副センター長に就任した。現在は、静岡県立大学の食品栄養科学部にて、教授を務めている。食品栄養科学部においては、主として食品生命科学科の講義を担当している。また、静岡県立大学の大学院では、食品栄養環境科学研究院の教授を兼務している。大学院においては、主として薬食生命科学総合学府の食品栄養科学専攻の講義を担当している。

## 研究

チラミン

筑波大学の第二学群では生物学類に在籍し、大学院では医科学研究科や医学研究科に在籍するなど、主として生理学や生物学を専門としており、人類遺伝学などの分野を研究している。具体的には生活習慣病の研究に従事しており、特に遺伝的な要因と環境的な要因が、どのように作用して発症に繋がるのかを解明すべく研究に取り組んでいる。また、丹羽隆介や上田均らとともに、ショウジョウバエの前胸腺にて発見された受容体「Octβ3R」について研究した。この研究にて、前胸腺が前胸腺刺激ホルモンとインスリン様ペプチドに応答してエクジソンの産生を活性化するためには、チラミンとOctβ3Rが必要であることを世界で初めて実証した。この研究成果は米国科学アカデミーの『Proceedings of the National Academy of Sciences of the United States of America』に掲載された。そのほかにも、『Human Genetics』や『Cell Metabolism』、『BMC Medical Genetics』といった学術雑誌にて研究成果を発表している。学術団体としては、日本人類遺伝学会、日本栄養・食糧学会、日本分子生物学会などに所属している。

## 略歴
- 1960年 - 誕生。
- 1983年 - 筑波大学第二学群生物学類卒業。
- 1985年 - 筑波大学大学院医科学研究科修士課程修了。
- 1989年 - 筑波大学大学院医学研究科博士課程修了。
- 1989年 - 筑波大学基礎医学系講師。
- 2002年 - 筑波大学基礎医学系助教授。
- 2003年 - 静岡県立大学食品栄養科学部助教授。
- 2003年 - 静岡県立大学大学院生活健康科学研究科助教授。
- 2007年 - 静岡県立大学食品栄養科学部准教授。
- 2007年 - 静岡県立大学大学院生活健康科学研究科准教授。
- 2012年 - 静岡県立大学大学院食品栄養環境科学研究院准教授。
- 2013年 - 静岡県立大学食品栄養科学部教授。
- 2013年 - 静岡県立大学大学院食品栄養環境科学研究院教授。

## 著作

### 共著
- 木苗直秀編著『健康と長寿への挑戦――食品栄養科学からのアプローチ』南山堂、2006年。ISBN 4525634014
- 合田敏尚・岡崎光子責任編集、日本栄養・食糧学会監修『テーラーメイド個人対応栄養学』建帛社、2009年。ISBN 9784767961408

### 主な論文など
- Kimiko Yamakawa-Kobayashi, et al., "Relationship between serum HDL-C levels and common genetic variants of the endothelial lipase gene in Japanese school-aged children", Human Genetics, Vol.113, Issue 4, Springer Science+Business Media, Sep., 2003, pp.311-315. ISSN 0340-6717
- Kimiko Yamakawa-Kobayashi, et al., "Associations between serum high-density lipoprotein cholesterol or apolipoprotein AI levels and common genetic variants of the ABCA1 gene in Japanese school-aged children", Cell Metabolism, Vol.53, Issue 2, Cell Press, Feb., 2004, pp.182-186. ISSN 1550-4131
- Y. Osada, et al., "Variations in the WNK1 gene modulates the effect of dietary intake of sodium and potassium on blood pressure determination", Journal of Human Genetics, Vol.54, Issue 8, Nature Publishing Group, Aug., 2009, pp.474-478. ISSN 1434-5161
- M. Hiroi, et al., "The combination of genetic variations in the PRDX3 gene and dietary fat intake contribute to obesity risk", Obesity, Vol.19, Issue 4, Obesity Society, Apr., 2011, pp.882-887. ISSN 1930-7381
- H. Tsuboi, et al., "Val1483Ile polymorphism in the fatty acid synthase gene was associated with depressive symptoms under the influence of psychological stress", Journal of Affective Disorders, Vol.134, Issue 1-3, Elsevier, Nov., 2011, pp.448-452. ISSN 0165-0327
- Y. Ohhara, et al., "Expression of β-adrenergic-like octopamine receptors during Drosophila development", Zoological Science, Vol.29, Issue 2, Zoological Society of Japan, Feb., 2012, pp.83-89. ISSN 0289-0003
- Kimiko Yamakawa-Kobayashi, et al., "The combined effect of the T2DM susceptibility genes is an important risk factor for T2DM in non-obese Japanese: a population based case-control study", BMC Medical Genetics, Vol.13, BioMed Central, February 24, 2012, p.11. ISSN 1471-2350
- T. Inamori, et al., "The combined effects of genetic variation in the SIRT1 gene and dietary intake of n-3 and n-6 polyunsaturated fatty acids on serum LDL-C and HDL-C levels: a population based study", Lipids in health and disease, Vol.12, BioMed Central, January 11, 2013, p.4. ISSN 1476-511X
- Yuya Ohhara, et al., "Autocrine regulation of ecdysone synthesis by β3-octopamine receptor in the prothoracic gland is essential for Drosophila metamorphosis", Proceedings of the National Academy of Sciences of the United States of America, Vol.112, No.5, National Academy of Sciences, 2015, pp.1452-1457. ISSN 0027-8424

## 関連人物
- 稲守朋子
- 大原裕也
- 木苗直秀
- 合田敏尚